# عنكبوت الحديقة الأوروبي
عنكبوت الحديقة الأوروبي أو سُكّ متوج (الاسم العلمي Araneus diadematus)، نوع من العناكب يتبع جنس السك وينتمي إلى فصيلة العنكبوت الغازل المداري. أعطانه جميع أنحاء أوروبا وأمريكا الشمالية، من جنوب كندا إلى المكسيك، ومن كولومبيا البريطانية إلى نيوفاوندلاند.

## معرض صور

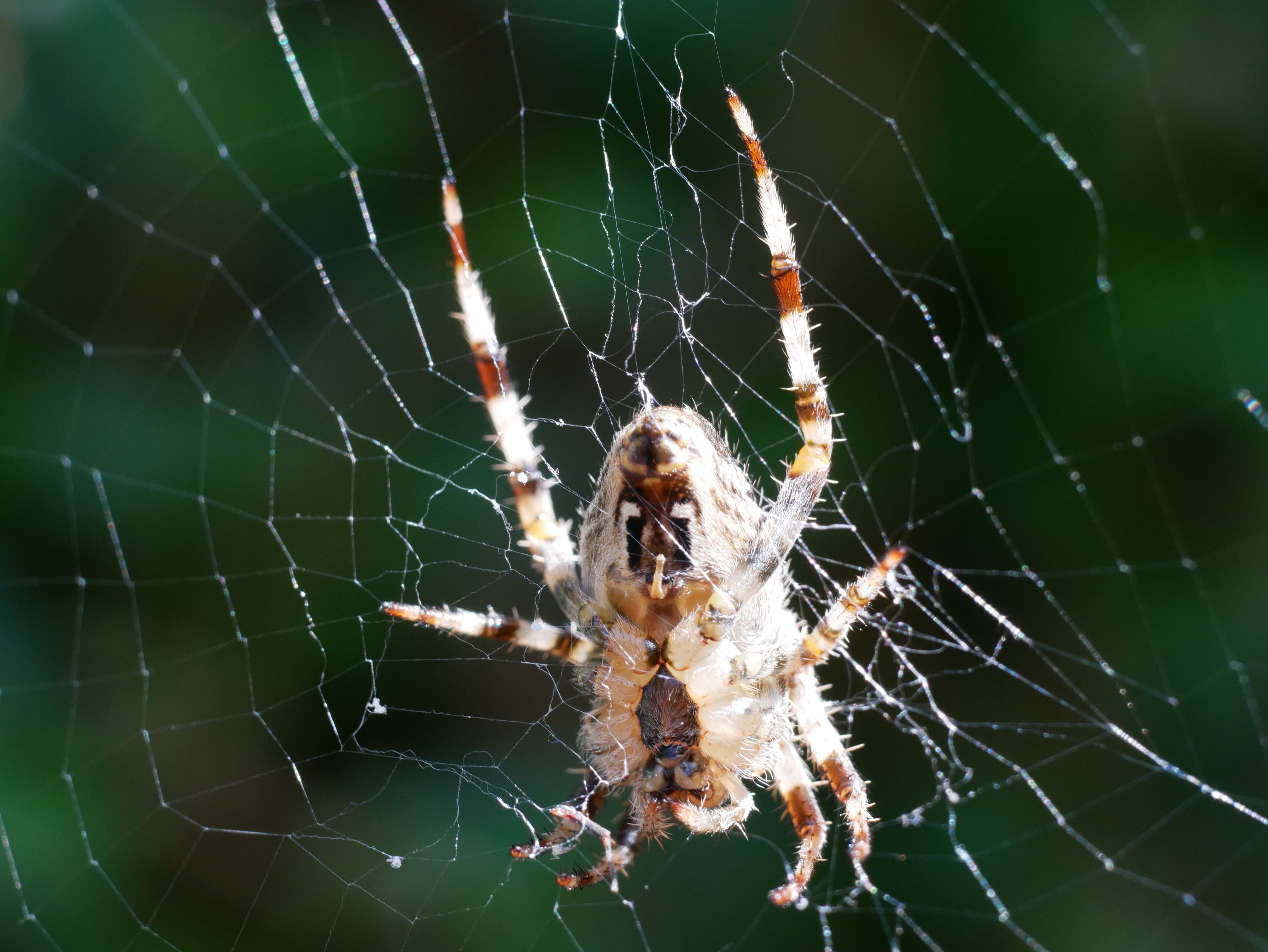
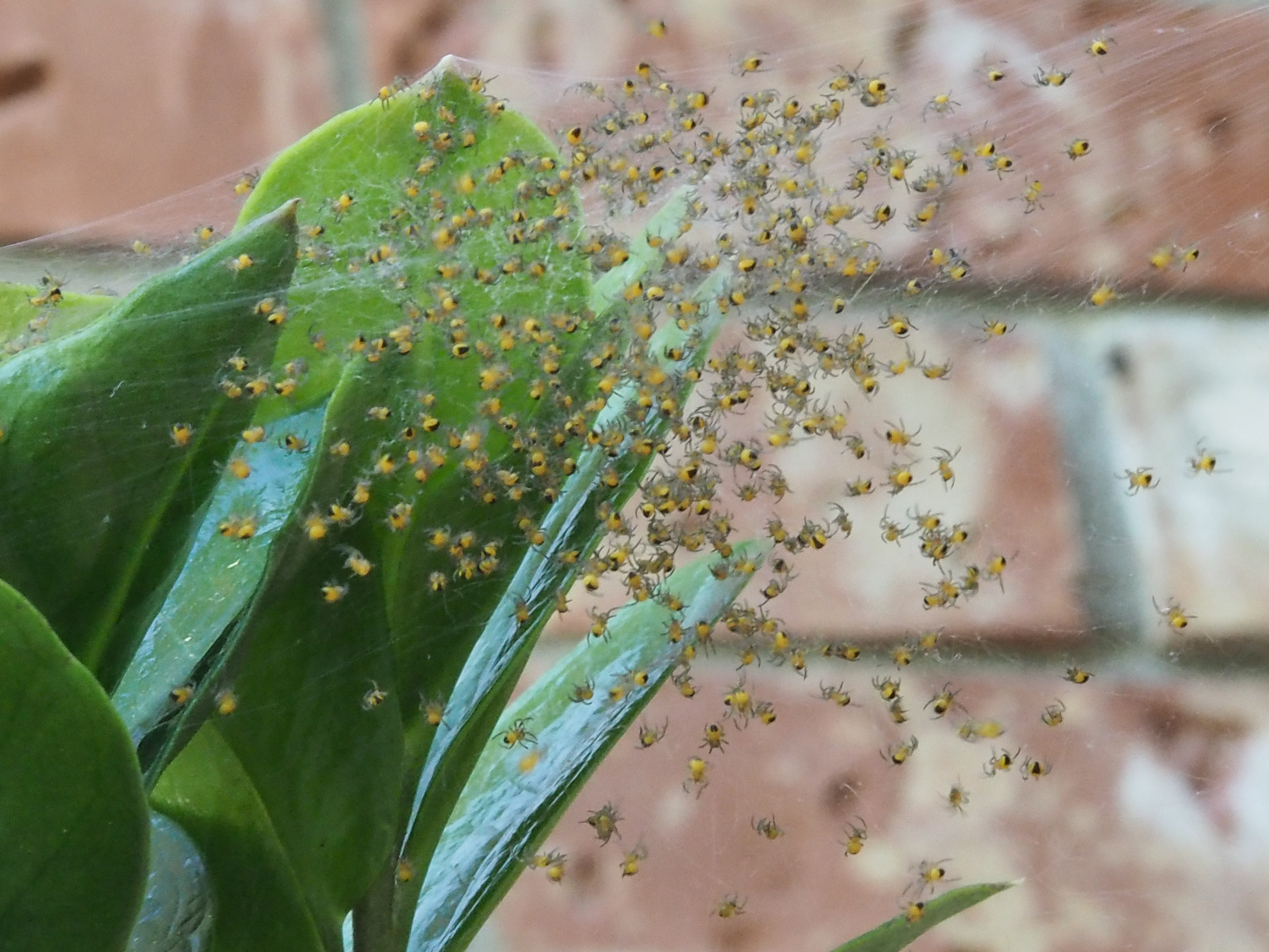
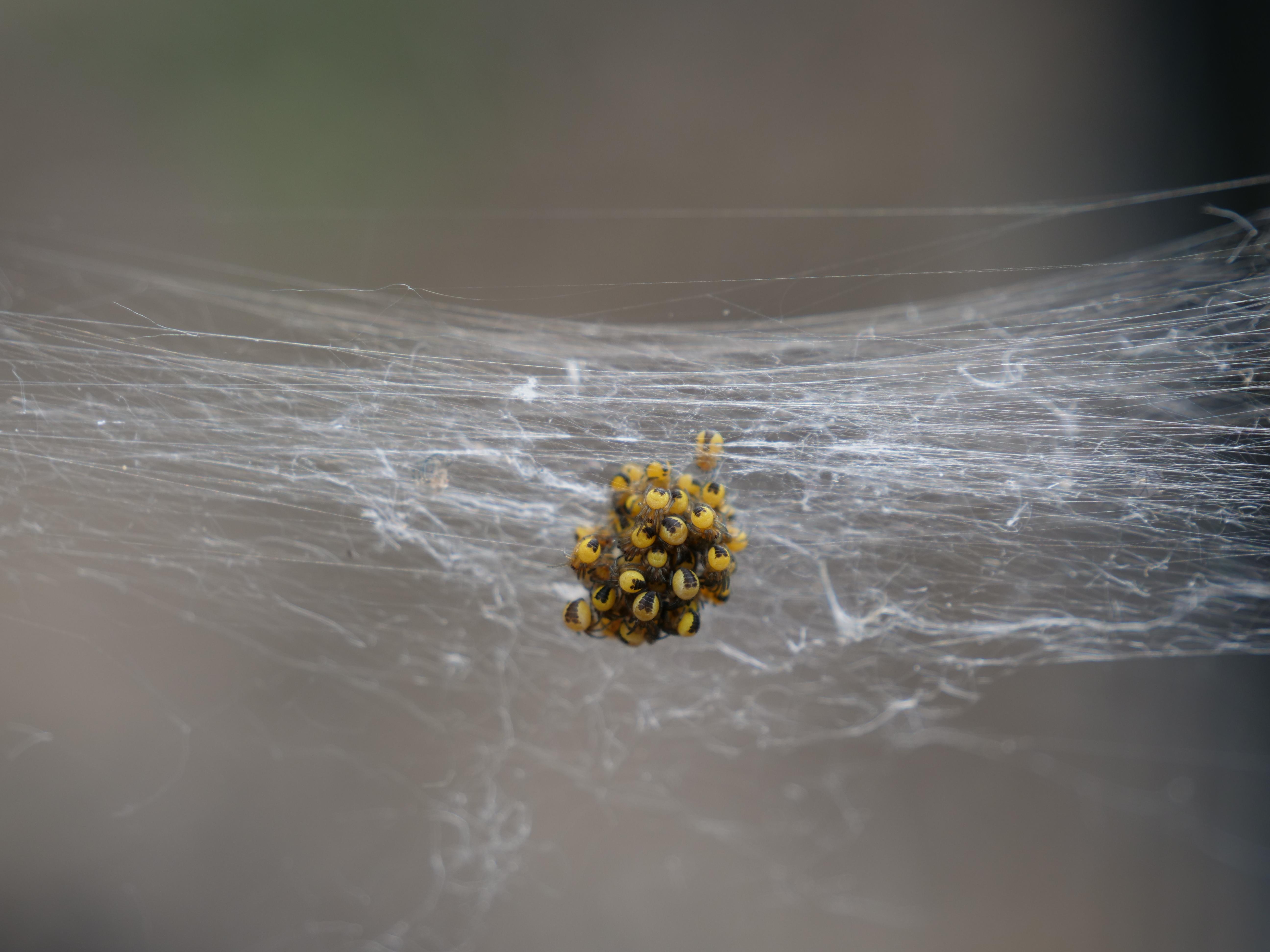